# Liste der spanischen Abgeordneten zum EU-Parlament (2014–2019)
Die Liste der spanischen Abgeordneten zum EU-Parlament (2014–2019) listet alle spanischen Mitglieder des 8. Europäischen Parlamentes nach der Europawahl in Spanien 2014 auf.

## Mandatsstärke der Parteien
| Parteien                                           | Fraktion | Mandate |
| -------------------------------------------------- | -------- | ------- |
| Partido Socialista Obrero Español                  | S&D      | 16      |
| Partido Popular                                    | EVP      | 14      |
| Podemos                                            | GUE-NGL  | 05      |
| Izquierda Unida                                    | GUE-NGL  | 04      |
| Unión Progreso y Democracia                        | ALDE     | 04      |
| Ciudadanos                                         | ALDE     | 02      |
| Euskal Herria Bildu                                | GUE-NGL  | 01      |
| Anova-Irmandade Nacionalista                       | GUE-NGL  | 01      |
| Compromís                                          | G–EFA    | 01      |
| Iniciativa per Catalunya Verds                     | G–EFA    | 01      |
| Convergència Democràtica de Catalunya              | ALDE     | 01      |
| Eusko Alderdi Jeltzalea-Partido Nacionalista Vasco | ALDE     | 01      |
| Unió Democràtica de Catalunya                      | EVP      | 01      |
| Esquerra Republicana de Catalunya                  | G–EFA    | 01      |
| Nova Esquerra Catalana                             | G–EFA    | 01      |
| SUMME                                              |          | 54      |

## Abgeordnete
| Bild | Name                                   | geb. | Partei                 | Fraktion      | Kommentar                                                                                       |
| ---- | -------------------------------------- | ---- | ---------------------- | ------------- | ----------------------------------------------------------------------------------------------- |
|      | Clara Eugenia Aguilera García          | 1964 | PSOE                   | S&D           |                                                                                                 |
|      | Marina Albiol                          | 1982 | IU                     | GUE-NGL       |                                                                                                 |
|      | Miguel Arias Canete                    | 1950 | PP                     | EVP           | Abgeordneter bis zum 31. Oktober 2014                                                           |
|      | Pablo Arias Echeverría                 | 1970 | PP                     | EVP           | nachgerückt am 21. Mai 2019 für Teresa Jiménez-Becerril Barrio                                  |
|      | Inés Ayala Sender                      | 1957 | PSOE                   | S&D           |                                                                                                 |
|      | María del Pilar Ayuso González         | 1942 | PP                     | EVP           |                                                                                                 |
|      | Beatriz Becerra Basterrechea           | 1966 | UPYD                   | ALDE          |                                                                                                 |
|      | Xabier Benito Ziluaga                  | 1988 | Podemos                | GUE-NGL       | nachgerückt am 25. November 2015 für Pablo Iglesias Turrión                                     |
|      | Izaskun Bilbao                         | 1961 | PNV                    | ALDE          |                                                                                                 |
|      | José Blanco López                      | 1962 | PSOE                   | S&D           |                                                                                                 |
|      | Soledad Cabezón Ruiz                   | 1973 | PSOE                   | S&D           |                                                                                                 |
|      | Enrique Calvet Chambón                 | 1950 | parteilos              | ALDE          | nachgerückt am 20. November 2014 für Francisco Sosa Wagner                                      |
|      | Pilar del Castillo                     | 1952 | PP                     | EVP           |                                                                                                 |
|      | Javier Couso Permuy                    | 1968 | IU/parteilos           | GUE-NGL       | nachgerückt am 15. Juli 2014 für Willy Meyer Pleite, ab dem 8. November 2018 parteilos          |
|      | Agustín Díaz de Mera García Consuegra  | 1947 | PP                     | EVP           |                                                                                                 |
|      | Pablo Echenique                        | 1978 | Podemos                | GUE-NGL       | Abgeordneter bis zum 14. März 2015                                                              |
|      | Rosa Estarás                           | 1965 | PP                     | EVP           |                                                                                                 |
|      | Jonás Fernández Álvarez                | 1979 | PSOE                   | S&D           |                                                                                                 |
|      | Santiago Fisas Ayxelá                  | 1948 | PP                     | EVP           |                                                                                                 |
|      | Francesc de Paula Gambús i Millet      | 1974 | UDC                    | EVP           |                                                                                                 |
|      | Iratxe García Pérez                    | 1974 | PSOE                   | S&D           |                                                                                                 |
|      | Eider Gardiazabal Rubial               | 1975 | PSOE                   | S&D           |                                                                                                 |
|      | Teresa Giménez Barbat                  | 1955 | parteilos              | ALDE          | nachgerückt am 25. November 2015 für Fernando Maura Barandiarán                                 |
|      | Juan Carlos Girauta Vidal              | 1961 | C's                    | ALDE          | Abgeordneter bis 11. Januar 2016                                                                |
|      | Tania González Peñas                   | 1982 | Podemos                | GUE-NGL       | nachgerückt am 11. September 2014 für Carlos Jiménez Villarejo                                  |
|      | Esteban González Pons                  | 1964 | PP                     | EVP           |                                                                                                 |
|      | Luis de Grandes Pascual                | 1945 | PP                     | EVP           |                                                                                                 |
|      | Enrique Guerrero Salom                 | 1948 | PSOE                   | S&D           |                                                                                                 |
|      | Sergio Gutiérrez Prieto                | 1982 | PSOE                   | S&D           | Abgeordneter bis zum 20. Mai 2019                                                               |
|      | María Esther Herranz García            | 1969 | PP                     | EVP           |                                                                                                 |
|      | Pablo Iglesias Turrión                 | 1978 | Podemos                | GUE-NGL       | Abgeordneter bis zum 27. Oktober 2015                                                           |
|      | Carlos Iturgaiz                        | 1965 | PP                     | EVP           | nachgerückt am 6. November 2014 für Miguel Arias Canete                                         |
|      | Ramón Jáuregui Atondo                  | 1948 | PSOE                   | S&D           |                                                                                                 |
|      | Teresa Jiménez-Becerril Barrio         | 1961 | PP                     | EVP           | Abgeordnete bis zum 20. Mai 2019                                                                |
|      | Carlos Jiménez Villarejo               | 1935 | Podemos                | GUE-NGL       | Abgeordneter bis zum 31. Juli 2014                                                              |
|      | Josu Juaristi Abaunz                   | 1964 | EH Bildu               | GUE-NGL       | Abgeordneter bis zum 27. Februar 2018                                                           |
|      | Verónica Lope Fontagne                 | 1952 | PP                     | EVP           |                                                                                                 |
|      | Juan Fernando López Aguilar            | 1961 | PSOE                   | S&D           | zwischen dem 15. April und dem 21. Juli 2015 fraktionslos                                       |
|      | Paloma López Bermejo                   | 1962 | IU                     | GUE-NGL       |                                                                                                 |
|      | Javier López Fernández                 | 1985 | PSOE                   | S&D           |                                                                                                 |
|      | Antonio López-Istúriz White            | 1970 | PP                     | EVP           |                                                                                                 |
|      | Ernest Maragall i Mira                 | 1943 | Nova Esquerra Catalana | G–EFA         | Abgeordneter bis zum 30. Dezember 2016                                                          |
|      | Florent Marcellesi                     | 1979 | EQUO                   | G–EFA         | nachgerückt am 11. Oktober 2016 für Jordi Vicent Sebastia Talavera                              |
|      | Gabriel Mato Adrover                   | 1961 | PP                     | EVP           |                                                                                                 |
|      | Fernando Maura                         | 1955 | UPYD/C´s               | ALDE          | Abgeordneter bis zum 24. November 2015                                                          |
|      | Willy Meyer Pleite                     | 1952 | IU                     | GUE-NGL       | Abgeordneter bis zum 9. Juli 2014                                                               |
|      | Francisco Millán Mon                   | 1955 | PP                     | EVP           |                                                                                                 |
|      | Ana Miranda Paz                        | 1971 | BNG                    | GUE-NGL/G–EFA | nachgerückt am 28. Februar 2018 für Josu Juaristi, am 2. März 2018 Fraktionswechsel             |
|      | Javier Nart                            | 1947 | C's                    | ALDE          |                                                                                                 |
|      | Maite Pagazaurtundua                   | 1965 | UPYD                   | ALDE          |                                                                                                 |
|      | Carolina Punset                        | 1971 | C's/parteilos          | ALDE          | nachgerückt am 3. Februar 2016 für Juan Carlos Girauta Vidal, ab dem 20. Oktober 2018 parteilos |
|      | Inmaculada Rodríguez-Piñero            | 1958 | PSOE                   | S&D           |                                                                                                 |
|      | Teresa Rodríguez                       | 1981 | Podemos                | GUE-NGL       | Abgeordnete bis zum 4. März 2015                                                                |
|      | José Ignacio Salafranca Sánchez-Neyra  | 1955 | PP                     | EVP           | nachgerückt am 3. Januar 2017 für Pablo Zalba Bidegain                                          |
|      | Lola Sánchez                           | 1978 | Podemos                | GUE-NGL       |                                                                                                 |
|      | Jordi Sebastià i Talavera              | 1966 | Compromís              | G–EFA         | Abgeordneter bis 9. Oktober 2016                                                                |
|      | Lidia Senra                            | 1958 | Anova                  | GUE-NGL       |                                                                                                 |
|      | Jordi Solé Tura                        | 1976 | ERC                    | G–EFA         | nachgerückt am 3. Januar 2017 für Ernest Maragall i Mira                                        |
|      | Francisco Sosa Wagner                  | 1946 | UPYD                   | ALDE          | Abgeordneter bis zum 19. Oktober 2014                                                           |
|      | Josep Maria Terricabras                | 1946 | EDD-ERC                | G–EFA         |                                                                                                 |
|      | Estefanía Torres Martínez              | 1982 | Podemos                | GUE-NGL       | nachgerückt am 25. März 2015 für Pablo Echenique                                                |
|      | Ramon Tremosa i Balcells               | 1965 | CDC                    | ALDE          |                                                                                                 |
|      | Miguel Urbán                           | 1980 | Podemos                | GUE-NGL       | nachgerückt am 5. März 2015 für Teresa Rodriguez-Rubio                                          |
|      | Ernest Urtasun                         | 1982 | ICV                    | G–EFA         |                                                                                                 |
|      | Ramón Luis Valcárcel                   | 1954 | PP                     | EVP           |                                                                                                 |
|      | María Elena Valenciano Martínez-Orozco | 1960 | PSOE                   | S&D           |                                                                                                 |
|      | Ángela Vallina                         | 1959 | IU                     | GUE-NGL       |                                                                                                 |
|      | Pablo Zalba Bidegain                   | 1975 | PP                     | EVP           | Abgeordneter bis zum 17. November 2016                                                          |